# Philistion de Locres
Pour les articles homonymes, voir Locres.
Philistion de Locres, dit aussi Philistion de Sicile, est un médecin grec dont le floruit se situe dans la première moitié du IVe siècle av. J.-C.

## Biographie
Natif de Locres, en Italie du sud, il fut le médecin personnel des deux tyrans de Syracuse Denys l'Ancien et Denys le Jeune (Doris, femme du premier et mère du second, venait également de Locres). 
Il est question de lui dans la deuxième lettre attribuée à Platon, adressée à Denys le Jeune (mais généralement considérée comme inauthentique) : « Si tu utilises toi-même les services de Philistion, utilise-les bien, mais si c'est possible, prête-le à Speusippe et envoie-le lui. Speusippe se joint à ma requête. Philistion m'a promis, si tu le laisses partir, de venir à Athènes avec plaisir ».
Selon Diogène Laërce, il fut en médecine le maître d'Eudoxe de Cnide.
Un frère de Philistion, qui était aussi médecin mais dont le nom est inconnu, est cité par Caelius Aurelianus.

## Œuvres
Galien lui attribue un De materia medica (sur les substances médicinales) et un traité sur la cuisine. 
Certains, à l'époque moderne, ont pensé qu'il était l'auteur du traité Du cœur, du Corpus hippocratique, mais ce texte est généralement considéré comme postérieur à Érasistrate.

## Doctrine
Sa doctrine est exposée dans l'Anonyme de Londres (Anonymus Londinensis, traité médical du Ier siècle en partie conservé sur un papyrus de la British Library) : 
« Philistion pense que nous sommes constitués de quatre formes (ἰδέαι), c'est-à-dire de quatre éléments : le feu, l'air, l'eau, la terre. Chacune d'elles aussi a son pouvoir propre : le pouvoir du feu est le chaud, celui de l'air le froid, celui de l'eau l'humide, celui de la terre le sec. Selon lui, les maladies surviennent de multiples manières, mais généralement parlant et schématiquement on peut en distinguer trois : du fait des éléments ; du fait de l'état du corps ; du fait de causes externes. Les éléments provoquent les maladies quand le chaud et l'humide sont en excès, ou quand le chaud s'amoindrit et s'affaiblit. Les causes externes sont de trois sortes : une blessure ou des plaies ; l'excès de chaud ou de froid, etc., ou le passage du chaud au froid ou du froid au chaud ; l'ingestion de nourriture inappropriée ou corrompue. L'état du corps est cause de maladie de la façon suivante : quand, dit-il, l'ensemble du corps respire bien et que le souffle passe sans entrave, c'est la bonne santé. En effet, la respiration se fait non seulement par la bouche et les narines, mais par tout le corps. Quand le corps ne respire pas bien, la maladie apparaît, et de différentes manières ».
Platon, dans son Timée, propose des explications semblables, tout en avançant d'autres causes de maladies, comme la corruption ou décomposition des éléments corporels. À la question « qu'est ce que la maladie ou l'être-malade ? », philosophes et médecins de l'antiquité gréco-romaine peuvent diverger sur les causes, unique ou multiples, mais tous fournissent des explications entièrement naturelles et universelles (expliquant tous les types de maladies).

Selon Galien (De usu respirationis), Philistion enseignait que la fonction de la respiration était de rafraîchir la chaleur innée du corps. Le passage suivant du Timée de Platon semble correspondre à cette doctrine (79 c) : 
« Du fait que rien n'est vide, la région de la poitrine et celle des poumons, pendant l'expiration, se remplissent à nouveau de l'air entourant le corps, qui pénètre à travers les chairs poreuses autour desquelles il est poussé. À nouveau, quand cet air est rejeté et sort à travers le corps, il pousse en rond l'air inspiré à l'intérieur du corps par la bouche et les narines », ce qui forme une « roue tournante ». 
D'après Plutarque (Propos de table, VII, 1, 699 b-c), Philistion pensait que les liquides ingérés descendaient dans les poumons par la trachée (une idée également présente dans le Timée, 70 c, 91 a, où il est dit que les liquides passent par le poumon avant de rejoindre la vessie).
Philistion faisait d'autre part du cœur le siège de la raison et des émotions (comme son disciple Eudoxe de Cnide). Il semble qu'il ait développé la conception du souffle (pneuma) comme véhicule de la vie et de la pensée, en s'écartant toutefois quelque peu de la doctrine de Diogène d'Apollonie, qui identifiait complètement le souffle et l'âme.
Selon Oribase (De machinamentis, 4), il avait inventé un instrument pour réduire les luxations de l'épaule.